# Camp de Futbol Municipal d’Encamp
Camp de Futbol Municipal d'Encamp – mały stadion piłkarski w Encamp, w Andorze. Stadion może pomieścić 500 osób i przyjmuje rozgrywki Primera Divisió i Segona Divisió.